# Étoile-sur-Rhône
Étoile-sur-Rhône è un comune francese di 4 695 abitanti situato nel dipartimento della Drôme della regione dell'Alvernia-Rodano-Alpi.

## Società

### Evoluzione demografica
Abitanti censiti